# Frieda Rutgers van der Loeff
Frieda Rutgers van der Loeff-Mielziner (Braunschweig, 22 mei 1877 – Alkmaar, 21 november 1948) was een Nederlandse kunstschilder en tekenaar. Ze signeerde meestal F. Rutgers v/d Loeff Mielziner.

## Leven en werk
Zij werd in Duitsland geboren als een dochter van de curator Benny Jacob Mielziner en van Maria Theresia Widman. Ze studeerde in Kopenhagen aan de tekenacademie. Ze werkte als kunstschilder achtereenvolgens in Kopenhagen, Brussel, Venlo, Mariakerke, Sluis en Middelburg. Ze huwde in 1902 te Brussel met ing. Ari Rülf. Na diens overlijden huwde ze op 3 september 1918 te Middelburg met de kapitein der infanterie en latere kolonel Manta Rutgers van der Loeff, lid van de familie Van der Loeff. Na 1940 vestigde ze zich in Bergen (NH). 
Haar onderwerpen zijn vooral portretten van Zeeuwse en Volendamse vissers, Westkapelse boerentypen, vrouwenfiguren en bloemstillevens. Rutgers van der Loeff hoorde bij de Bergense School en was dan ook lid van het KunstenaarsCentrumBergen (KCB). Zij overleed in november 1948 op 71-jarige leeftijd in Alkmaar. In januari 1949 werd in het Internationaal Cultureel Centrum te Amsterdam een tentoonstelling ter ere van haar werk gehouden.